# 古拉蓋山
8°17′N 38°23′E / 8.283°N 38.383°E
古拉蓋山（Mount Gurage），是埃塞俄比亞的山峰，位於該國西南部南方民族、部落和人民州，由古拉蓋地區負責管轄，處於東非大裂谷地區，海拔高度3,700米。